# Idéologie de l'authentique
En linguistique, l'idéologie de l'authentique est un courant de pensée axé sur la valorisation des formes linguistiques perçues comme authentiques ou légitimes par les locuteurs, souvent en opposition à l'idéologie du standard et aux normes linguistiques prônées par des institutions dominantes . Il s'agit d'un concept clé dans l’étude des pratiques linguistiques et de la construction identitaire en milieu minoritaire.

## Contexte et développement
Le concept d'idéologie de l'authentique a notamment été développée par la sociolinguiste Annette Boudreau pour analyser le français acadien . La chercheuse a consacré une grande partie de ses recherches à l’exploration des idéologies linguistiques et de leurs impacts sur les communautés francophones minoritaires . Son ouvrage À l'ombre de la langue légitime : l'Acadie dans la francophonie est une référence majeure dans ce domaine.

## Principes de l’idéologie de l’authentique
Au coeur de l’idéologie de l’authentique, se trouve une valorisation des variétés vernaculaires d'une langue. Il s'agit de mettre en avant les variétés linguistiques locales, vernaculaires ou sociolectales, souvent stigmatisées par les normes standardisées . Cette valorisation est une forme de résistance contre l’hégémonie linguistique et une affirmation de l’identité culturelle .
Les pratiques linguistiques authentiques jouent un rôle crucial dans la construction identitaire des locuteurs en milieu minoritaire . Elles permettent aux individus de se reconnaître et de se valoriser au sein de leur communauté . L’idéologie de l’authentique vise ainsi à combattre l'insécurité linguistique en valorisant les pratiques linguistiques locales .

## Exemples et applications
L’idéologie de l’authentique se manifeste dans diverses pratiques culturelles et artistiques. Par exemple, des artistes acadiens comme Lisa LeBlanc et le groupe Radio Radio utilisent des expressions vernaculaires acadiennes dans leurs œuvres, contribuant ainsi à la valorisation de ces variétés linguistiques.
Cette idéologie s'est aussi exprimé à travers certaines oeuvres québécoise comme Les Belles-sœurs, du dramaturge Michel Tremblay. Elle a aussi été à l'origine d'ouvrages lexicographiques, comme le Dictionnaire de la langue québécoise de Léandre Bergeron et le Dictionnaire du chilleur de Jérôme 50.